# Eichenwies
Eichenwies (toponimo tedesco) è una frazione (ortsgemeinde) di 1 595 abitanti del comune svizzero di Oberriet, nel Canton San Gallo (distretto di Rheintal).

## Geografia fisica

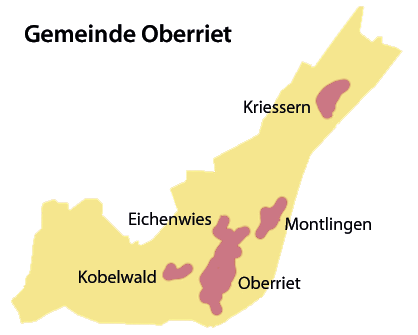
Le frazioni di Oberriet

Eichenwies sorge nella piana del versante occidentale della valle del Reno, a nord di Oberriet con il quale costituisce, dopo l'espansione edilizia della fine del XX secolo, un unico agglomerato urbano.

## Monumenti e luoghi d'interesse
- Cappella cattolica di San Giuseppe, eretta nel XVII secolo e ricostruita nel 1951[senza fonte].

## Cultura

### Musei
- Museo civico, ospitato nella casa a graticcio Rothus[3].